# 1970-es Australian Open
Az 1970-es Australian Open az év első Grand Slam-tornája volt. január 19. és január 27. között rendezték meg Melbourne-ben. A férfiaknál az amerikai Arthur Ashe, nőknél az ausztrál Margaret Court nyert.

## Döntők

### Férfi egyes
Arthur Ashe -  Dick Crealy 6-4, 9-7, 6-2

### Női egyes
Margaret Court -  Kerry Melville Reid 6-1, 6-3

### Férfi páros
Robert Lutz /  Stan Smith -  John Alexander /  Phil Dent 17-15, 6-3

### Női páros
Karen Krantzcke /  Kerry Melville Reid -  Judy Tegart Dalton /  Lesley Turner Bowrey 6-4, 3-6, 6-2

### Vegyes páros
1970–1986 között nem rendezték meg.